# Bad Things (Machine Gun Kelly e Camila Cabello)
Bad Things è un singolo del rapper statunitense Machine Gun Kelly e della cantante statunitense Camila Cabello, pubblicato il 14 ottobre 2016 come primo estratto dal terzo album in studio di Machine Gun Kelly Bloom.

## Descrizione
Bad Things è una ballata mid-tempo che presenta un campionamento del singolo del 1999 Out of My Head dei Fastball. Si tratta un brano pop rap suonato in chiave di Re maggiore a tempo di 138 battiti al minuto. Dal punto di vista lirico, la canzone parla di un amore in cui il dolore è piacere.

## Accoglienza
Gil Kaufman di Billboard l'ha definito un «immediato tormentone di 4 minuti ode all'oscuro piacere». Per Bianca Gracie di Fuse, la canzone mostra il «lato più debole» del rapper e mette in risalto la «voce delicata» della Cabello. Il brano incomincia con quest'ultima che «canticchia in maniera romantica» il ritornello e in seguito arriva il «flow spinto» di MGK che «naviga oltre la melodia del pianoforte». Rachel Son di Idolator l'ha descritto come una ballata «elegante» con un ritornello «da sogno». Lo staff di Time ha affermato: «La voce di Camila Cabello nel ritornello va bene. Ma se Cabello vuole diventare grande come una star solista, avrà bisogno di più potenza di quella che trova con Machine Gun Kelly, il cui contributo mite prende quest'idea promettente e la smonta».

## Promozione
MGK e Cabello hanno eseguito la canzone al Tonight Show il 23 novembre 2016, e il 1º dicembre 2016 al Late Late Show with James Corden. In seguito hanno eseguito la canzone il 30 gennaio 2017 all'Ellen DeGeneres Show a seguito dell'uscita di Cabello dalla girlband Fifth Harmony. La canzone è stata eseguita alla 30ª edizione dei Nickelodeon Kids' Choice Awards l'11 marzo 2017.

## Video musicale
Il video musicale, diretto da Hannah Lux Davis, è stato pubblicato il 1º dicembre 2016 su Vevo. Viene mostrata la coppia (i due cantanti) che conduce uno stile di vita avventuroso, mentre bruciano rifiuti in barili, rubano e cantano in un appartamento vuoto. MGK è il cattivo ragazzo residente, che fa a botte e gare di auto da corsa mentre Cabello rimane fedelmente al suo fianco. Ad un certo punto del video, i flashback delle versioni più giovani dei musicisti sembrano rassicuranti sul fatto che il loro legame sia stato davvero indistruttibile sin dall'inizio. Il video mostra come MGK e Cabello si divertono alla tavola calda fino a tarda notte, si riuniscono con gli amici e si mettono nei guai mentre i due si abbracciano e litigano lungo la strada. La coppia viene inseguita dalla polizia dopo aver tentato di rubare un'auto. Bloccati in cima a un edificio con la polizia sulle loro tracce e in nessun altro posto dove andare, i due decidono di morire insieme suicidandosi. Nella scena finale, la polizia si avvicina per arrestare la coppia e gli innamorati si prendono per mano.

## Successo commerciale
Bad Things ha debuttato alla 80ª posizione della classifica statunitense Billboard Hot 100 durante la settimana del 5 novembre 2016, diventando il secondo singolo di MGK ad essersi piazzato in classifica, dopo Wild Boy del 2011, e il suo singolo più di successo. Ha raggiunto la quarta posizione, diventando per entrambi la prima top 5 nella classifica. Nel Regno Unito, il singolo ha debuttato alla numero 98 prima di uscire dalla classifica e rientrarci due settimane dopo alla numero 52. Il singolo ha raggiunto la 16ª posizione nel Paese. A febbraio 2017, il singolo ha venduto 600 000 copie negli Stati Uniti.

## Classifiche
| Classifica (2016-17)       | Posizione massima |
| -------------------------- | ----------------- |
| Australia                  | 22                |
| Austria                    | 48                |
| Belgio (Fiandre)           | 23                |
| Belgio (Vallonia)          | 22                |
| Canada                     | 11                |
| Finlandia                  | 19                |
| Germania                   | 58                |
| Irlanda                    | 21                |
| Italia                     | 47                |
| Paesi Bassi                | 15                |
| Portogallo                 | 19                |
| Regno Unito                | 16                |
| Repubblica Ceca            | 21                |
| Stati Uniti                | 4                 |
| Stati Uniti (adult top 40) | 31                |
| Stati Uniti (pop)          | 1                 |
| Svezia                     | 36                |
| Svizzera                   | 43                |

## Riconoscimenti
- Billboard Music Awards
  - 2017 – Miglior collaborazione rap[37]